# Majia (socken i Kina, Sichuan, lat 33,08, long 104,16)
Majia (kinesiska: 马家乡, 马家) är en socken i Kina. Den ligger i provinsen Sichuan, i den sydvästra delen av landet, omkring 270 kilometer norr om provinshuvudstaden Chengdu.
Genomsnittlig årsnederbörd är 797 millimeter. Den regnigaste månaden är maj, med i genomsnitt 148 mm nederbörd, och den torraste är januari, med 5 mm nederbörd.